# Ahsoka (televíziós sorozat)
Az Ahsoka 2023-től vetített amerikai akciósorozat, melyet Dave Filoni és Jon Favreau készít a Disney+ számára. A sorozat a Csillagok háborúja franchise része és A Jedi visszatér utáni években játszódik, továbbá folytatása a Lázadók című animációs sorozatnak. A sorozat Ahsoka Tanot követi, amint nyomoz egy a galaxist veszélyeztető, felemelkedésben lévő fenyegetés után.
Rosario Dawson játssza a főszereplő Ahsoka Tanot, miután már A Mandalóriban is felbukkant a képében. A karaktert eredetileg A klónok háborúja című animációs sorozathoz alkották meg (ahol Ashley Eckstein adta a hangját), majd A Mandalóriban debütált élőszereplős formában. A sorozatot 2020 decemberében jelentették be, Dawson főszereplésével és Dave Filonival az írói székben, mivel eredetileg ő alkotta meg a karaktert George Lucas-szal. A forgatás 2022 májusában vette kezdetét, így felfedtek néhány visszatérő szereplőt a Lázadókból. Később, 2023 áprilisában felfedtek további színészeket, például Lars Mikkelsent, aki az animációs karakterét, Thrawn főadmirálist alakítja. A sorozat első és második része 2023. augusztus 22-én fog megjelenni.
Spin-off sorozata A Mandalórinak, a Boba Fett könyve és a Skeleton Crew mellett, a Mandoverzum része.

## Ismertető
A sorozat Ahsoka Tanot követi, amint nyomoz egy a galaxis fenyegető, felemelkedésben lévő fenyegetés után.

## Szereplők

### Főszereplők
| Szereplő       | Színész                                     | Magyar hang     | Leírás |
| -------------- | ------------------------------------------- | --------------- | --- |
| Ahsoka Tano    | Rosario Dawson                              | Molnár Ilona    | Egykoron Jedi, Anakin Skywalker padawanja. A lázadást segítette, de a Malachoron ragadt egy időre. A Mandalóri sorozatba találkozott Din Djarinnal, de nem vállalta el Grogu tanítását, mert Thrawn főadmirálist és Ezra Bridgert keresi, Sabine Wren segítségével. |
| Ahsoka Tano    | Ariana Greenblatt (fiatalon)                | Rácz Hajna      | Egykoron Jedi, Anakin Skywalker padawanja. A lázadást segítette, de a Malachoron ragadt egy időre. A Mandalóri sorozatba találkozott Din Djarinnal, de nem vállalta el Grogu tanítását, mert Thrawn főadmirálist és Ezra Bridgert keresi, Sabine Wren segítségével. |
| Sabine Wren    | Natasha Liu Bordizzo                        | László Lili     | Fiatal mandalore-i harcos és graffitiművész. A Birodalmi Akadémia kiesett kadétja, volt fejvadász és Ahsoka egykori tanítványa. Szakértői tudással rendelkezik a fegyverek és robbanóanyagok terén.                                                                 |
| Hera Syndulla  | Mary Elizabeth Winstead                     | Kis-Kovács Luca | Twi'lek pilóta, aki a Lázadásért harcolt és fontos szerepe volt az Új Köztársaság Főparancsnokságában is. Ő volt a Szellem legénység vezetője, és van egy Jacen nevű fia Ezra halott mesterétől, Kanan Jarrustól.                                                   |
| Baylan Skoll   | Ray Stevenson (1.évad) Rory McCann (2.évad) | Rába Roland     | Volt Jedi, aki túlélte a 66-os parancsot. Az Ismeretlen Régiókba menekülve most már Sötét Jedi és hatalmat kereső zsoldos. Shin mestereként Morgan Elsbeth-nek dolgozik.                                                                                            |
| Shin Hati      | Ivanna Sakhno                               | Mikecz Estilla  | Baylan tanítványa, Sötét Jedi. |
| Morgan Elsbeth | Diana Lee Inosanto                          | Tarr Judit      | Calodan volt magisztrátusa, és a Dathomiri éjnővérek utolsó leszármazotja, Thrawn szövetségese. |
| Huyang         | David Tennant (hangja)                      | Tokaji Csaba    | A Jedik által évezredek óta használt fénykardokat készítő droid. |

### Mellékszereplők
| Szereplő                       | Színész              | Magyar hang       | Leírás |
| ------------------------------ | -------------------- | ----------------- | --- |
| Ezra Bridger                   | Eman Esfandi         | Kádár-Szabó Bence | Kanan Jarrus egykori tanítványa. Thrawnnal együtt eltűntek a hiperűrben. Ahsoka, Sabine és Huyang keresi őket.                                                                |
| Jacen Syndulla                 | Evan Whitten         | Gyetvai Martin    | Hera és Kanan fia, aki reménykedik hogy ő is Jedi lehet mint az apja. |
| Mon Mothma                     | Genevieve O’Reilly   | Bertalan Ágnes    | Az Új Köztársaság főkancellárja, korábban a Chandrila szenátoraként szolgált a Köztársasági és a Birodalmi Szenátusban, és a Lázadók Szövetségének vezetőjeként.              |
| Anakin Skywalker / Darth Vader | Hayden Christensen   | Moser Károly      | Ahsoka Tano volt mestere, aki átállt a sötét oldalra és Darth Vader-ré vált. De végül visszatalált a helyes útra.                                                             |
| Thrawn főadmirális             | Lars Mikkelsen       | Szatmári Attila   | A Galaktikus Birodalom magas rangú vezető Chiss fajba tartozó tisztje volt, aki taktikai ravaszságáról ismert, Ezra-val együtt, a Pürrgillek elvitték az Ismeretlen Régiókba. |
| C-3PO                          | Anthony Daniels      | Galbenisz Tomasz  | Protokolldroid, akit Anakin rakott össze, most lányát, Leia Organa szenátort szolgálja.                                                                                       |
| Marrok                         | Paul Darnell         | TBA               | Egykori inkvizítor, aki Morgan-t szolgálja. |
| C1-10P (Chopper)               | Dave Filoni (hangja) | Eredeti hang      | Hera asztromech droidja. |
| Vic Hawkins                    | Nican Robinson       | Szabó Máté        | Az Új Köztársaság flotta tisztje. |
| Carson Teva                    | Paul Sun-Hyung Lee   | Holl Nándor       | Az Új Köztársaság századosa. |
| Aktropaw                       | Jeryl Prescott       | Bessenyei Emma    | A Dicső Anyák néven ismert Peridea-i Éjnővérek, akik hűek Thrawn-hoz. Neveik a görög mitológiában ismert Moirákra utálnak, Atroposz, Klóthó és Lakheszisz.                    |
| Klothow                        | Claudia Black        | Kubik Anna        | A Dicső Anyák néven ismert Peridea-i Éjnővérek, akik hűek Thrawn-hoz. Neveik a görög mitológiában ismert Moirákra utálnak, Atroposz, Klóthó és Lakheszisz.                    |
| Lakesis                        | Jane Edwina Seymour  | Csere Ágnes       | A Dicső Anyák néven ismert Peridea-i Éjnővérek, akik hűek Thrawn-hoz. Neveik a görög mitológiában ismert Moirákra utálnak, Atroposz, Klóthó és Lakheszisz.                    |
| Enoch őrkapitány               | Wes Chatham          | Varga Rókus       | Elit rohamosztagos, és Thrawn őrkapitánya. |

### További szereplők
| Szereplő         | Színész               | Magyar hang     | Leírás |
| ---------------- | --------------------- | --------------- | --- |
| Hayle százados   | Mark Rolston          | Forgács Péter   | Új köztársasági százados, aki két állítólagos Jedibe ütközik.                                                                          |
| Ryder Azadi      | Clancy Brown          | Várkonyi András | A Lothal bolygó kormányzója. |
| Jai Kell         | Vinny Thomas          | TBA             | A Lothal bolygó szenátora, korábban Ezra kimenekítette őt a Birodalmi akadémián.                                                       |
| Myn Weaver       | Peter Jacobson        | Weil Róbert     | Egy ex-birodalmi felügyelő a Korélián.                                                                                                 |
| Hamato Xiono     | Nelson Lee            | Csőre Gábor     | Az Új Köztársaság szenátora, aki nem hiszi, hogy Thrawn és Ezra életben lehet. Valamint az Ellenállásban ismert Kazuda Xiono édesapja. |
| Rodrigo szenátor | Jacqueline Antaramian | TBA             | Az Új Köztársaság szenátorai. |
| Mawood szenátor  | Maurice Irvin         | TBA             | Az Új Köztársaság szenátorai. |
| Lander hadnagy   | Brendan Wayne         | TBA             | Az Új Köztársaság hadnagya. |
| Rex százados     | Temuera Morrison      | Dörner György   | Az 501-es Légió századosa, később parancsnoka, valamint Anakin és Ahsoka jó barátja.                                                   |
| Gial Ackbar      | Elden Bennett         | Nem szólal meg  | Az Új Köztársaság Mon Calamari fájba tartozó admirálisa.                                                                               |

### Magyar változat
- Magyar szöveg: Blahut Viktor
- Hangmérnök és szinkronrendező: Kránitz Lajos András
- Vágó: Kránitz Bence
- Gyártásvezető: Bogdán Anikó
- Produkciós vezető: Máhr Rita
- Művészeti vezető: Jarek Wojcik

A szinkront az Iyuno Hungary készítette.

## Epizódok
| #  | Cím                                                                                                | Rendező            | Író         | Premier                                   |
| -- | -------------------------------------------------------------------------------------------------- | ------------------ | ----------- | ----------------------------------------- |
| 1. | Első rész: Mester és tanítványa (Part One: Master and Apprentice)                                  | Dave Filoni        | Dave Filoni | 2023. augusztus 22. 2023. augusztus 23.   |
| 2. | Második rész: Feltérképezés (Part Two: Toil and Trouble)                                           | Steph Green        | Dave Filoni | 2023. augusztus 22. 2023. augusztus 23.   |
| 3. | Harmadik rész: Ideje repülni (Part Three: Time to Fly)                                             | Steph Green        | Dave Filoni | 2023. augusztus 29. 2023. augusztus 30.   |
| 4. | Negyedik rész: Bukott jedik (Part Four: Fallen Jedi)                                               | Peter Ramsey       | Dave Filoni | 2023. szeptember 5. 2023. szeptember 6.   |
| 5. | Ötödik rész: Árnyékharcos (Part Five: Shadow Warrior)                                              | Dave Filoni        | Dave Filoni | 2023. szeptember 12. 2023. szeptember 13. |
| 6. | Hatodik rész: Messzi-messzi (Part Six: Far, Far Away)                                              | Jennifer Getzinger | Dave Filoni | 2023. szeptember 19. 2023. szeptember 20. |
| 7. | Hetedik rész: Álmok és őrület (Part Seven: Dreams and Madness)                                     | Geeta Patel        | Dave Filoni | 2023. szeptember 26. 2023. szeptember 27. |
| 8. | Nyolcadik rész: A jedi, a boszorkány és a hadúr (Part Eight: The Jedi, the Witch, and the Warlord) | Rick Famuyiwa      | Dave Filoni | 2023. október 3. 2023. október 4.         |

## Készítés

### Fejlesztés
2020 decemberében a Lucasfilm bejelentett rengeteg sorozatot, közöttük az Ahsokát. A sorozat A Mandalóri spin-offja, akárcsak a Boba Fett könyve és a Skeleton Crew. A négy sorozat története egy nagy eseményben fog egymásba szövődni. Az említett sorozatokat mind Jon Favreau és Dave Filoni fejlesztik, az Ahsokát Filoni készíti, írja és a rendezői székbe is beült. A sorozat Ahsoka Tanora fókuszál, akit Filoni készített George Lucasszal A klónok háborújához, majd élőszereplősen is megjelent A Mandalóri második évadában. 2022 áprilisában kiderült, hogy Peter Ramsey egy, míg Dave Filoni több részt is rendez. 1 évvel később ez hivatalossá vált, amellett, hogy bejelentették a további rendezőket is, akik Steph Green, Jennifer Getzinger, Geeta Patel és Rick Famuyiwa. Filoni nyilatkozta, hogy a sorozat 8 része hasonló hosszúságú, mint A Mandalóri és a Boba Fett könyve részei (32-61 perc). Kathleen Kennedy, Colin Wilson és Carrie Beck a vezető producerek Favreau és Filoni mellett.

### Írás
A sorozat történetét felvezette Ahsoka megjelenése A Mandalóriban és a Boba Fett könyvében, ahol Thrawn főadmirális után kutatott. Filoni és Favreau végig konzultált Thrawn megalkotójával és a Thrawn-könyvek írójával, Timothy Zahnnal, hogy a lehető legjobban egybevágjon az író elképzeléseivel. Rosario Dawson 2023 áprilisában megerősítette, hogy a sorozat folytatja a Lázadókban abbamaradt történetet.

### Színészválogatás
A sorozat bejelentésével együtt lett megerősítve, hogy Rosario Dawson játssza el a címszereplőt. 2021 augusztusában kezdtek el keresni színésznőt Sabine Wren szerepére, majd októberben derült ki, hogy Hayden Christensen is megjelenik a sorozatban Anakin Skywalker / Darth Vader szerepében, illetve novemberre válogatták be Natasha Liu Bordizzot Sabine szerepére. Ugyanazon hónapban csatlakozott a sorozathoz Ivanna Shakno. 2022 januárjában Mary Elizabeth Winstead, majd februárban Ray Stevenson csatlakozott a szereplőgárdához. A 2022-es Star Wars Celebrationön, májusban megerősítették Bordizzo szereplését és további Lázadók karakterek is felbukkantak a helyszínen mutatott előzetesben. 2022 szeptemberében derült ki hogy Ezra Bridgert Eman Esfandi játssza el.
A 2023-as Star Wars Celebrationön vált hivatalossá, hogy Winstead Hera Syndullát, Shakno Shin Hatit és Stevenson Baylan Skollt játssza el. Továbbá megismertük a szereplőgárda többi tagját is: Genevieve O’Reilly (Mon Mothma), Diana Lee Inosanto (Morgan Elsbeth), David Tennant (Huyang) és Lars Mikkelsen (Thrawn). Utóbbi színész korábban egyébként tagadta, hogy szerepelne a sorozatban. Rajtuk kívül Maurice Irvin, Jacqueline Antaramian, Nelson Lee és Erica Duke szerepeltek az előzetesben Új köztársasági szenátorokként. Később kiderült, hogy Wes Chatham is szerepel Thrawn jobbkezeként.

### Forgatás
A forgatás 2022 május 9-én kezdődött, Los Angeles-ben, Eric Steelberggel és Quyen Trannel, mint operatőrök. Mint a Mandoverzum többi sorozata, az Ahsoka is a StageCraft technológiát használja a forgatáshoz, amit 2022 októberében fejeztek be.

### Zene
2023 áprilisában, a londoni Star Wars Celebrationön fedték fel, hogy Kevin Kiner szerzi az Ahsoka zenéjét, miután az animációs sorozatok nagy részének zenéjét is ő szerezte.

## Megjelenés
Az Ahsoka első két része 2023. augusztus 23-án jelent meg, majd a további 6 rész heti rendszerességgel, szerdánként jelent meg a Disney+-on.

## Díjak és elismerések
| Év   | Díj                                         | Kategória                                            | Díjazott | Eredmény | Forr.  |
| ---- | ------------------------------------------- | ---------------------------------------------------- | --- | -------- | ------ |
| 2024 | American Cinema Editors-díj                 | Legjobban vágott drámasorozat                        | Dana E. Glauberman (a "Negyedik rész: Bukott jedik" c. epizódért) | Jelölve  | [ 37 ] |
| 2024 | Annie-díj                                   | Legjobb karakteranimáció (élőszereplős tartalom)     | Rick O'Connor, Mike Beaulieu, Stewart Alves, Kevin Reuter és Wai Kit Wan | Jelölve  | [ 38 ] |
| 2024 | Costume Designers Guild-díj                 | Sci-fi/Fantasy televíziós műsor                      | Shawna Trpcic (a "Nyolcadik rész: A jedi, a boszorkány és a hadúr" c. epizódért)                                                                                             | Elnyerte | [ 39 ] |
| 2024 | Critics' Choice Super-díj                   | Legjobb sci-fi/fantasy sorozat                       | Ahsoka | Függőben | [ 40 ] |
| 2024 | Critics' Choice Super-díj                   | Legjobb szuperhős sorozat                            | Ahsoka | Függőben | [ 40 ] |
| 2024 | Critics' Choice Super-díj                   | Legjobb női főszereplő (sci-fi/fantasy sorozat)      | Rosario Dawson | Függőben | [ 40 ] |
| 2024 | Critics' Choice Super-díj                   | Legjobb női főszereplő (szuperhős sorozat)           | Rosario Dawson | Függőben | [ 40 ] |
| 2024 | Critics' Choice Super-díj                   | Legjobb főgonosz (sorozat)                           | Lars Mikkelsen | Függőben | [ 40 ] |
| 2024 | Family Film And TV-díj                      | Legjobb színész (televíziós sorozat)                 | Rosario Dawson | Függőben | [ 41 ] |
| 2024 | Golden Reel-díj                             | Legjobb hangvágás (egyórás tévésorozat – effektek)   | Bonnie Wild, Matthew Wood, David Acord, Kimberly Patrick, Tim Farrell, Joel Raabe, Shelley Roden, Ronni Brown és Heikki Kossi (a "Negyedik rész: Bukott jedik" c. epizódért) | Jelölve  | [ 42 ] |
| 2024 | Make-Up Artists and Hair Stylists Guild-díj | Legjobb időszakos és / vagy karakter smink           | Alexei Dmitriew, Cristina Waltz, Alex Perrone és Cale Thomas | Jelölve  | [ 43 ] |
| 2024 | Make-Up Artists and Hair Stylists Guild-díj | Legjobb speciális smink effektek                     | Alexei Dmitriew, Cristina Waltz, Ana Gabriela Quinonez és Ian Goodwin | Jelölve  | [ 43 ] |
| 2024 | People’s Choice Awards                      | Az év sci-fi/fantasy műsora                          | Ahsoka | Jelölve  | [ 44 ] |
| 2024 | People’s Choice Awards                      | Az év női tévés sztárja                              | Rosario Dawson | Jelölve  | [ 44 ] |
| 2024 | Screen Actors Guild-díj                     | Legjobb kaszkadőrgárda (televíziós sorozat)          | Ahsoka | Jelölve  | [ 45 ] |
| 2024 | Society of Composers And Lyricists-díj      | Legjobb eredeti főcímszekvenica (televíziós sorozat) | Kevin Kiner | Jelölve  | [ 46 ] |
| 2024 | Visual Effects Society-díj                  | Legjobb vizuális effektek (fotorealisztikus epizód)  | Richard Bluff, Jakris Smittant, Paul Kavanagh, Enrico Damm, Scott Fisher (a "Hetedik rész: Álmok és őrület" c. epizódért)                                                    | Jelölve  | [ 47 ] |

## Fordítás
- Ez a szócikk részben vagy egészben  az   Ahsoka (TV series) című angol Wikipédia-szócikk fordításán alapul.  Az eredeti cikk szerkesztőit annak laptörténete sorolja fel. Ez a jelzés csupán a megfogalmazás eredetét és a szerzői jogokat jelzi, nem szolgál a cikkben szereplő információk forrásmegjelöléseként.